# Rhomboidella prideaux
Rhomboidella prideaux är en musselart som först beskrevs av Leach 1915.  Rhomboidella prideaux ingår i släktet Rhomboidella och familjen blåmusslor. Inga underarter finns listade i Catalogue of Life.